# Port de Skagen
Pour les articles homonymes, voir Skagen (homonymie).
Le Port de Skagen est situé à Skagen dans le Nord du Danemark. Il contient un port industriel qui accueille l'industrie de pêche de la région ainsi qu'un port de plaisance. Il dispose également d'un chantier naval et d'installations de transformation du poisson.
Le port de pêche a été construit entre 1904 et 1907, avec les parties internes et externes sous la supervision de l'ingénieur hydrographe Palle Bruun (en). Il a été inauguré le 20 novembre 1907, des ajouts ultérieurs ont été faits pour le stockage en chambre froide du poisson et pour l'industrie de transformation du poisson. Les entrepôt remarquables à côté du port sont l’œuvre de Thorvald Bindesbøll.
Le port est administré par la Capitainerie de Skagen. FF Skagen, une des trois entreprises danoises de production de farine de poisson, a sa minoterie sur le quai du port de Skagen.

## Description
Le port est situé dans la Ålbæk Bugt (Baie d'Ålbæk). Le port couvre une superficie de 1 015 000 m2, dont 645 000 m2 de terre et 370 000 m2 de mer. Les quais et les mouillages ont une longueur totale de 5,5 km, dont 970 m ont une profondeur de 9 m.
Le port a deux bassins, Ydre Forhavnsbassin et Vesthavn og Østhavn. Le bassin Vesthavn est composé du Indre Forhavnsbassin, du Bundgarnsbassin, du Auktionsbassin, du Mellembassin et du Vestre Bassin, alors que le bassin Østhavn est composé du Østbassin I et du Østbassin II. Le Skagen Lystbådehavn (Port de plaisance de Skagen) administre la zone entre Gamle Pier et Gamle Pier 2 dans le Mellembassin.
Le port peut accueillir des bateaux jusqu'à 130 m de long et 20 m de large avec un tirant d'eau de 7 m. Les bateaux de moins de 90 m de long peuvent amarrer sur le Quai 4 avec un tirant d'eau de 9 m. Le plus grand bateau à être venu au port de Skagen est le bateau de croisière Silver Cloud (en) d'une longueur de 156 m, qui s'est amarré au Quai 4 en 2010 et en 2011,.
Le Lystbådehavn (marina) entre Piers 1 et Piers 2 est ouverte aux bateaux en visite du 1er avril au 30 septembre. Alors que le Port deSkagen administre le port de plaisance pendant les mois d'été, il utilise ses installations pour l'accostage des bateaux de pêche hors-saison. La municipalité de Frederikshavn est l'administrateur officiel,.
Créée en 1960, FF Skagen est une des trois entreprises de farine de poisson au Danemark. Sa minoterie est située sur le port de Skagen.
En 2011, les statistiques du Danish Fisheries Directorate classe le port de Skagen comme le premier port de pêche du Danemark, en quantité et en valeur de pêche.

## Histoire
Après des années de discussion entre les pêcheurs de Skagen et les autorités, une commission est finalement créée dans les années 1880 amenant à une première proposition de port par l’Inspecteur des Douanes Holm qui fut refusée. Sous la pression des pêcheurs, le Ministre de l'Intérieur demande à l'ingénieur Berg de préparer une nouvelle proposition en 1888. Cela mène finalement à un accord parlementaire le 23 avril 1903 puis à un appel d'offres le 26 janvier 1904. Sur la base d'une réponse de Gunnarson & Søn og Elzelingen, les travaux commencent début 1904 sur Skagen's Sønderstand (plage sud) juste à l’extérieur de la ville. Les travaux sont supervisés par l'ingénieur hydrographe Palle Bruun (en) qui avait travaillé sur des ports dans les îles Féroé.
Le port se base sur deux brise-lames d'environ 500 m qui vont vers le large. Avec des extensions ultérieures offrant une entrée de 60 m de large, le port couvre une superficie de presque 160 000 m2. Le bassin est divisé par deux quais croisés, créant un port intérieur et un port extérieur avec une entrée de 40 m de large. La capitainerie, l’entrepôt de pêche et le bureau des douanes sont construits en même temps. Le 19 novembre 1907, le roi Frédéric VIII inaugure le port en présence des peintres de Skagen qui avaient décoré les installations portuaires avec des drapeaux. Carl Locher avait conçu une impressionnante passerelle d'honneur.
En mai 1908, quatre entrepôts dessinés par Thorvald Bindesbøll ouvrent sur le quai. En 1932, lors du vint-cinquième anniversaire du port, une statue d'Anne Marie Carl-Nielsen d'un pêcheur et d'un sauveteur en mer est dévoilée.
Des agrandissements sont faits en 1938, 1957 et 1979, doublant la taille du port et fournissant des nouvelles installations pour la vente du produit de la pêche des quatre cents bateaux enregistrés à Skagen. En 2007 une nouvelle cale sèche mesurant 135 m par 25 m est construite pour le quai de Karstensens Skibsværft. De nouvelles installations pour la transformation du poisson, dont une usine de congélation, sont terminées en 2008.

## Futur du port
Le port est actuellement adapté pour accueillir des grands bateaux de croisière. Un nouveau mouillage de 450 m sera terminé en 2015, tandis que l'actuel mouillage de 170 msera agrandi à 200 m. Concernant la construction navale, Karstensens Skibsværft continue de prospérer avec de nouvelles commandes de la Norvège pour des chalutiers.